# Štěpánka Hilgertová
Štěpánka Hilgertová (n. 10 aprilie 1968, Praga, Cehoslovacia) este o caiacistă cehă, medaliată olimpică. A participat la 6 ediții ale Jocurilor Olimpice (1992, 1996, 2000, 2004, 2008, 2012) în care a câștigat două medalii de aur.